# Walter Kennedy
Walter J. Kennedy (Stamford, Connecticut, 8 de junio de 1912 - 26 de junio de 1977) fue el comisionado de la NBA (National Basketball Association) desde 1963 hasta 1975. Sucedió en el puesto a Maurice Podoloff.